# Cenerentola e gli 007 nani
Cenerentola e gli 007 nani (Happily N'Ever After) è un film d'animazione del 2006 diretto da Paul J. Bolger e basato sui racconti dei Fratelli Grimm e di Hans Christian Andersen.
Il sequel è Biancaneve e gli 007 nani del 2009.

## Trama
L'equilibrio fra il Bene ed il Male nel Mondo delle Favole è sottoposto al controllo di uno Stregone, il quale si assicura che tutti i personaggi delle vicende abbiano la sorte che meritano, aiutato dai suoi assistenti Munk, un maiale serio e diligente, e Mambo, un gatto ottuso e imbranato. Un giorno l'anziano mago parte per la Scozia, lasciando ai due l'incarico per far sì che i finali delle fiabe siano sempre lieti.
Ella, detta Cenerentola, è una giovane ragazza che vive nella sua casa insieme alla perfida matrigna Frieda e alle sue brutte figlie e sogna di poter sposare il principe azzurro. Un giorno riceve la visita del suo amico Rick, sguattero del principe segretamente innamorato di lei, per un invito a un ballo dove lo stesso principe sceglierà una donna con cui sposarsi. Non appena Frieda e le sorellastre lo scoprono, decidono di impedirle di andarci oberandola di lavoro. Rick cerca di convincere Ella a ribellarsi, venendo tuttavia cacciato in malo modo da Frieda, la quale sostiene che lui non sia il suo principe azzurro ma un semplice lavapiatti.
La sera stessa Ella riceve la visita della Fata Madrina, la quale le dona un vestito con delle scarpette di cristallo e una carrozza, permettendole così di andare al ballo, ricordandole però che l'incantesimo finirà a mezzanotte. Una volta arrivata, il principe si innamora di lei e i due iniziano a ballare. Nel frattempo Frieda si intrufola nella stanza dello Stregone, scoprendo che è da lì che provengono i finali delle favole, e con uno stratagemma riesce a cacciare Munk e Mambo e a impossessarsi dello scettro magico. Dopodiché inizia ad alterare tutti i destini delle fiabe, portando alla vittoria dei cattivi e alla sconfitta dei buoni e creando un esercito di malvagi al suo comando.
Ella scopre tutto non appena la matrigna usa la Bilancia del Bene e del Male per farle sparire il vestito prima di mezzanotte. Il principe non la riconosce e trovando una delle scarpette di cristallo decide di viaggiare ai confini della Terra per trovare la proprietaria. Ella si rifugia così in cucina da Rick chiedendogli aiuto per trovare il principe ma questi rifiuta. La ragazza, offesa, se ne va sostenendo di non avere bisogno di lui. Durante la strada incontra Munk e Mambo e li convince ad aiutarla a trovare il principe, per fare in modo che sconfigga Frieda e salvi il destino del regno.
I tre non sanno però che Tremotino li ha spiati di nascosto andando poi a raccontare tutto a Frieda. La donna, infuriata, ordina al suo esercito di catturare la figliastra e portarla da lei. Ella, Munk e Mambo chiedono così aiuto ai Sette Nani, i quali creano un'armata per sconfiggere i nemici. Sembrano riuscirci tuttavia due streghe usano la loro magia per distruggere la fortezza, e i protagonisti sono sul punto di essere catturati. Ma proprio in quel momento arriva Rick a cavallo di una scopa che salva Ella, Munk e Mambo mentre i Nani vengono rapiti dai troll di Frieda.
Quest'ultima è rimasta furiosa del fatto che i cattivi non siano riusciti a portarle Ella così decide di catturarla lei stessa, riuscendoci. Rick nel frattempo ritrova il principe e, insieme a Munk e Mambo, riesce a convincerlo a salvare Ella. Subito egli parte all'attacco venendo stupidamente sconfitto e catturato dai troll di Frieda.
I tre decidono dunque di cavarsela da soli e dopo aver superato i troll e i lupi arrivano nella stanza dello Stregone, dove Rick inizia ad affrontare Frieda. Quest'ultima crea un vuoto sul pavimento, intenta ad uccidere lo sguattero ed Ella, ma Mambo fa precipitare la donna stessa nel baratro, la quale tuttavia risale usando la magia dello scettro. A quel punto colpisce Rick con un incantesimo, facendogli perdere i sensi, dopodiché si prepara ad attaccare Ella, aprendo accidentalmente un portale nello stesso momento. La ragazza riesce a privare la matrigna dello scettro e la spinge nel portale, esiliandola e mettendola fuori gioco.
Il lieto fine è per tutti: Ella e Rick si dichiarano il proprio amore e si sposano; Munk e Mambo riescono a rimettere a posto la Bilancia prima del ritorno dello Stregone; Tremotino decide di essere buono e restituisce il bambino che aveva rubato alla propria madre, diventando il suo babysitter.
Durante i titoli di coda, Frieda si trova esiliata in Artide circondata da elefanti marini, i quali sono rimasti attratti da lei.

## Personaggi

### Principali
- Ella/Cenerentola: è una ragazza che come tutte le principesse, cerca il suo principe azzurro. Lei è innamorata di quest'ultimo ma poi scopre che il suo vero amore è Rick e lo sposa nel finale del film.
- Rick: è lo sguattero del principe. Non sopporta il suo lavoro. Si allea con Ella per sconfiggere Frieda e dopo la sposa.
- Mambo: è uno degli assistenti dello Stregone. Compare come un mostro viola e molto magro simile ad un gatto che desidera che i finali delle favole cambino. Aiuta Ella e Rick a sconfiggere Frieda.
- Munk: l'altro assistente dello Stregone, è un maiale grasso ed arancione. A differenza di Mambo, fa in modo che i finali delle favole siano sempre lieti. Anche lui si allea con Ella e Rick per sconfiggere Frieda. Sebbene lui e Mambo spesso litighino sono migliori amici.
- Principe Azzurro: è il principe del castello in cerca di moglie. È molto affascinante ma anche pigro ed ignorante. Si allea con Rick, Mambo e Munk per salvare Ella, di cui è innamorato. Segue i suoi passaggi con un libretto che porta sempre con sé. Comparirà poi al matrimonio finale. Il suo vero nome è Humperdik, che è detto solo in una scena tagliata del film.
- Frieda: è la matrigna di Ella. Modifica i lieti fini delle favole e prende possesso dello scettro dello Stregone quando scopre che non viene più menzionata nella storia della figliastra ma viene sconfitta dai protagonisti. Alla fine si trova circondata da elefanti marini.

### Secondari
- I 7 nani: sono i nani della favola di Biancaneve che accolgono Ella, Mambo e Munk inseguiti dall'esercito di Frieda. Sebbene sembrino sconfitti dai troll alla fine appaiono al matrimonio di Ella e Rick.
- Tremotino: è il classico Tremotino  il quale si allea con Frieda dopo aver rubato un bambino ad una donna che non aveva indovinato il suo nome, anche se poi passerà dalla parte di Ella. Alla fine restituisce il neonato alla propria madre diventando così un personaggio positivo. Nei titoli di testa dell'edizione italiana, il suo nome è erroneamente indicato come "Tremolino"[1]
- Lo Stregone: è l'anziano proprietario della Bilancia del Bene e del Male. Parte per la Scozia lasciando l'incarico a Munk e Mambo e successivamente torna senza sapere nulla di tutto ciò che è successo.
- Fata Madrina: è un'anziana fata di bassa statura che aiuta Ella ad andare al ballo, e abbastanza stupida e sbaglia spesso il nome della Ragazza. Le dà una mano anche a lavare i piatti solo una scena tagliata del film.
- Troll: sono dei troll che fanno parte dell'esercito di Frieda. Sono molti, uno rosa e altri viola. Alla fine vengono cacciati dal principe.
- Streghe: sono delle streghe che fanno parte dell'esercito di Frieda. Volano su delle scope moderne dove possono lanciare i loro poteri magici. Alla fine vengono cacciate dal principe.
- Lupi: sono tre lupi grigi sempre affamati di cui uno è molto tonto. Fanno parte dell'esercito di Frieda. Alla fine vengono cacciati dal principe.
- Gigante: e un uomo gigantesco fa parte dell'esercito di Frieda e alla fine viene rimpicciolito da ella.
- Gli chef: sono i cuochi del principe, parlano con un accento francese. Credono che Rick sia innamorato di Ella e per questo lo sguattero non li sopporta. Alla fine tuttavia appariranno al matrimonio dei due.
- Le Sorellastre: sono le figlie di Frieda e sorellastre di Ella. A differenza di quest'ultima, sono molto brutte e vanitose. Andranno al ballo del principe e quando vedono Ella subito vanno dalle due parti del pubblico. Successivamente non vengono più viste o menzionate.

## Distribuzione

### Data di uscita
- 16 dicembre 2006 in Australia
- 5 gennaio 2007 negli USA
- 28 marzo 2007 in Francia
- 19 aprile 2007 in Argentina
- 8 giugno 2007 in Spagna
- 22 novembre 2007 in Germania
- 21 marzo 2008 in Italia

Alias
- Happily N'Ever After USA (titolo originale)
- Cendrillon et le Prince (pas trop) Charmant Francia
- Colorín Colorado, este cuento no ha acabado Spagna
- Es war k’einmal im Märchenland Germania
- Cenerentola e gli 007 nani Italia

## Accoglienza

### Incassi
Cenerentola e gli 007 nani ha incassato $ 6.608.244 durante il weekend di apertura, classificandosi al sesto posto dietro Dreamgirls, Freedom Writers, I figli degli uomini, La ricerca della felicità e Una notte al museo, che era alla sua terza settimana al primo posto. Il film ha guadagnato un totale di $ 15.589.393 al botteghino del Nord America. Con un totale di 47 milioni di dollari, la pellicola ne ha riscosso 38,1 milioni in tutto il mondo, divenendo un flop al botteghino. Ha incassato 16,7 milioni di dollari dalle vendite di DVD negli Stati Uniti.

## Riconoscimenti
- 2007 - Artios Awards
  - Candidatura come miglior cast di doppiaggio animato